# Place des Victoires
Place des Victoires är ett torg i Paris 1:a och 2:a arrondissement. Torget är tillägnat kung Ludvig XIV:s militära segrar. Place des Victoires utgör tillsammans med Place des Vosges, Place Dauphine, Place Vendôme och Place de la Concorde Paris fem kungliga torg. Mitt på Place des Victoires står Ludvig XIV:s ryttarstaty, utförd av François Joseph Bosio och gjuten av Auguste-Jean-Marie Carbonneaux; statyn invigdes den 15 augusti 1822.

## Omgivningar
- Notre-Dame-des-Victoires
- Saint-Eustache
- Rue Notre-Dame-des-Victoires
- Palais-Royal
- Jardin du Palais-Royal

## Bilder
| - Ludvig XIV:s ryttarstaty. - Notre-Dame-des-Victoires. - Saint-Eustache. - Palais-Royal. |

|  | 1: Hôtel Charlemagne 1 bis: Hôtel de Montplanque 3: Hôtel de Soyecourt 5: Hôtel Bauyn de Péreuse 7: Hôtel du 7 place des Victoires 9: Hôtel de L'Hospital 2: Hôtel Bergeret de Grancourt 4: Hôtel Bergeret de Talmont 4 bis: \|Hôtel de Metz de Rosnay 6: Hôtel de Prévenchères 8: Hôtel Pellé de Montaleau 10: Hôtel Gigault de La Salle 12: Hôtel Cornette |

## Kommunikationer
- Tunnelbana – linje  – Bourse
- Busshållplats Victoires – Paris bussnät, linje 29

### Webbkällor
- ”Place des Victoires”. Mairie de Paris. http://www.v2asp.paris.fr/commun/v2asp/v2/nomenclature_voies/Voieactu/9749.nom.htm. Läst 5 april 2021.
- ”Place des Victoires”. Les rues de Paris. https://www.parisrues.com/rues01/paris-01-place-des-victoires.html. Läst 5 april 2021.